# ابوعلی حبوبی
ابوعلی حسن بن حارث حبوبی خوارزمی ریاضی‌دان، قاضی و فقیه ایرانی عضو دارالحکمه نیمهٔ دوم سده ۴ ه‍.ق/ ۱۰ م بود. 
از او  الاستقصاء و التجنیس فی علم الحساب و نیز مکاتباتش با ابوالوفا محمد بوزجانی موجود است. 
او در الاستقصاء دو روش ابتكاري به كار گرفته كه غیاث الدین جمشید كاشاني در مفتاح الحساب از آنها با عنوان «روش ابوعلي حبوبي» ياد كرده است.
ابوریحان بیرونی از حبوبی در آثار خود یاد کرده است.